# Simatibung
Simatibung is een bestuurslaag in het regentschap Toba Samosir van de provincie Noord-Sumatra, Indonesië. Simatibung telt 792 inwoners (volkstelling 2010).